# Avenue Hugo van der Goes
L'avenue Hugo van der Goes est une rue bruxelloise de la commune d'Auderghem qui relie  la chaussée de Wavre à l'avenue Charles Schaller sur une longueur de 400 mètres.

## Historique et description
Hugo van der Goes, peintre renommé, a passé les dernières années de sa vie à Auderghem. Vers 1478, il devint frère convers au Rouge-Cloître où son demi-frère Nicolas était moine. Il y mourut en 1482, non loin de la rue qui allait porter son nom près de 500 ans après. 
Ce qui était un chemin privé dans les champs allait devenir une rue vers 1913. Elle s'appela initialement rue des Champs (Veldstraat).
Comme ce nom était déjà utilisé dans une autre commune, ce nom fut modifié le 1er janvier 1917 pour éviter les doublons. Elle devint la rue des Bons Vieillards (Goede Grijsaardsstraat), une maison de repos se trouvant à proximité.
Le 22 mai 1931 cependant, le collège décida d’en faire une avenue commémorant un de peintre flamand célèbre, décédé dans la commune.